# Fly by Night-In the Mood
Fly by Night-In the Mood sono due brani eseguiti in un medley dal vivo del gruppo canadese Rush, pubblicato dall'etichetta discografica Mercury Records nel 1976 come lato A del singolo estratto dall'album All the World's a Stage. Nel lato B è presente Something for Nothing, anch'essa eseguita in concerto.

## Il disco
Il singolo si posiziona alla posizione 88 nelle classifiche statunitensi a fine gennaio 1977.
Fly by Night-In the Mood
Si tratta di un medley composto da Fly by Night, brano proveniente dall'omonimo album del 1975 e In the Mood, pezzo estratto dall'album di debutto del gruppo del 1974. Entrambi i pezzi erano già stati pubblicati in precedenza come singoli per il mercato statunitense nelle rispettive versioni da studio. Per la versione da concerto i brani sono stati registrati, come tutti quelli per l'album dal vivo di provenienza, nel giugno 1976 presso la Massey Hall di Toronto durante il 2112 Tour. In the Mood e Fly by Night sono stati inseriti nelle scalette dei concerti (come brani indipendenti) rispettivamente dal primo tour del gruppo del 1974 e dal Fly by Night Tour del 1975. Sotto forma di medley i due brani sono stati eseguiti anche durante il tour di A Farewell to Kings (una testimonianza è presente nel live album Different Stages); nei tour successivi Fly by Night non è più stata inclusa nelle scalette dei concerti, mentre In the Mood è stata proposta con regolarità fino al tour di Presto del 1990, solitamente in versione abbreviata. In the Mood è presente nei video A Show of Hands, Exit...Stage Left e Grace Under Pressure Tour.
Something for Nothing
Brano proveniente dall'album 2112 e registrato nel corso del relativo tour promozionale presso la Massey Hall di Toronto nel giugno 1976, come il medley della facciata A. Something for Nothing è stata inserita anche nella scaletta del A Farewell to Kings Tour e poi mai più eseguita dal vivo. Una traccia live alternativa si può sentire nell'album Different Stages.
La canzone parla della responsabilità di ogni individuo nel realizzare i propri sogni, un brano sull'individualismo che non risparmia le critiche nei confronti dell'inerzia delle persone.

## Tracce
Il singolo pubblicato per il mercato statunitense contiene le seguenti tracce:
1. Fly by Night-In the Mood (Live) - 4:53 (Lee, Peart)-(Lee)
2. Somethig for Nothing (Live)  - 3:57 (Lee, Lifeson, Peart) (lato B)

## Formazione
- Geddy Lee – basso, voce
- Alex Lifeson – chitarra
- Neil Peart – batteria, percussioni